# 博爾扎諾/博岑車站

月台的站名標示

博爾扎諾/博岑車站（義大利語：Stazione di Bolzano）是義大利特倫蒂諾-上阿迪傑大區博尔扎诺-上阿迪杰自治省首府博爾扎諾（德語：博岑）的主要鐵路車站
該車站於1859年5月16日，奧匈帝國統治時期啟用。1927年到1929年，車站進行重建，被一座意大利法西斯政權風格的建築取代。